# Roger Johansson
Roger "Ragge" Johansson, född 17 april 1967, är en svensk tidigare ishockeyspelare som 1994 vann guld i OS i Lillehammer.

## Karriär
Roger Johansson började spela ishockey 1974 i moderklubben IF Troja-Ljungby.
Förutom spel i IF Troja-Ljungby representerade Roger Johansson mestadels Färjestad BK (tio säsonger) men även Leksands IF och NHL-klubbar som Calgary Flames och Chicago Blackhawks. Ragge spelade även flera VM- och OS-turneringar med det svenska ishockeylandslaget Tre kronor.
Roger Johansson var en av de viktigaste spelarna i Färjestads framgångsrika lag (SM-guld 1997 och 1998) under slutet av 1990-talet, främst tack vare sin ivriga vilja och uppoffrande spelstil. "Ragge" blev något av en legendar då han under fjärde SM-finalen mot Luleå HF, i utvisningsbåset, intog ammoniak för att orka ett sista byte. Under samma slutspel råkade Johansson ut för ett käkbensbrott men var ändock i speldugligt skick tack vare en specialmonterad hjälm med tillhörande käkskydd.

## Efter karriären
Mellan 2013 och 2014 var Johansson assisterande tränare i Mora IK. Han jobbar idag som hockeytränare på JRM Skates & Skills och på Färjestads Ishockeygymnasium.

## Familj
Roger Johanssons bror Ronnie var också hockeyspelare, i bland annat IF Troja-Ljungby och Alvesta SK. Sonen Albert (född 2001) spelar för Färjestad BK och är draftad av Detroit Red Wings. Även sönerna Gabriel (född 1993) och Oliver (född 1997) spelar ishockey, dock på lägre nivå.